# La Chapelle-Saint-Martin-en-Plaine
La Chapelle-Saint-Martin-en-Plaine är en kommun i departementet Loir-et-Cher i regionen Centre-Val de Loire i de centrala delarna av Frankrike. Kommunen ligger i kantonen Mer som tillhör arrondissementet Blois. År 2022 hade La Chapelle-Saint-Martin-en-Plaine 693 invånare.

## Befolkningsutveckling
Antalet invånare i kommunen La Chapelle-Saint-Martin-en-Plaine
| Referens: INSEE |